# Rudolf Eggs
Rudolf Eggs (Sarrebruck, 23 mars 1915 - Beaune, 4 mai 2011) est un militaire français d'origine suisse, Compagnon de la Libération par décret du 28 mai 1945. Engagé dans la légion étrangère, il participe à tous les combats de la France Libre puis poursuit sa carrière militaire en étant engagé dans les guerres d'Indochine et d'Algérie. Il est naturalisé français en 2007 avant de s'éteindre en Bourgogne où il s'est retiré après sa retraite.

## Biographie

### Avant-guerre
Rudolf Eggs naît à Brebach, commune aujourd'hui intégrée à Sarrebruck, le 23 mars 1915 de parents agriculteurs d'origine suisse. Après avoir obtenu son baccalauréat, il décide de s'engager dans la Légion étrangère française le 12 juin 1936. En poste à Sidi-Bel-Abbès et promu caporal en 1937, il est ensuite affecté au 3e régiment étranger d'infanterie avec lequel il sert au Maroc en 1938.

### Seconde Guerre Mondiale
En avril 1940, il est muté à la 13e demi-brigade de Légion étrangère avec le grade de sergent. Au sein de sa nouvelle unité, il participe à la campagne de Norvège au cours de laquelle il se distingue à la tête d'une section de mortiers. Embarqué en juin avec le corps expéditionnaire à Narvik en direction de Brest puis évacué vers l'Angleterre, il s'engage dans les forces françaises libres le 1er juillet sous le pseudonyme de Robert Goldbin. Après avoir été engagé dans la bataille de Dakar puis dans la campagne du Gabon a la fin de l'année 1940, il prend part aux combats en Érythrée de mars à juin 1941. Puis vient la campagne de Syrie à la suite de laquelle, s'étant à nouveau illustré comme chef de section de mortiers, il est promu adjudant en octobre 1941. La 13e demi-brigade de Légion étrangère étant déplacée en Afrique du Nord, Rudolf Eggs suit celle-ci dans les combats de la guerre du désert en Libye, Égypte et Tunisie. Il passe adjudant-chef en juillet 1943. Avec la 1re division française libre à laquelle appartient la 13e demi-brigade, il débarque en Italie en avril 1944 puis retrouve le sol français en août lors du débarquement de Provence. Lors des combats pour la libération de la France, il est blessé une première fois le 10 septembre à Autun par des éclats d'obus puis à Grussenheim le 25 janvier 1945 lors de la bataille d'Alsace alors qu'il se porte en avant de ses lignes pour repérer les objectifs. Promu adjudant-chef à la fin de la guerre, il retourne en Afrique du Nord en août 1945 avec son unité.

### Après-guerre
Toujours à la tête de la section de mortiers du 1er bataillon de la 13e demi-brigade qu'il a commandé pendant la guerre, Rudolf Eggs est promu sous-lieutenant en mars 1946 et part combattre en Indochine. Il reçoit ses galons de lieutenant en 1948 et est blessé pour la troisième fois de sa carrière en juin 1949 au Tonkin. Muté en 1954 au 4e régiment étranger basé au Maroc, il y commande une compagnie de combat et est promu capitaine avant de participer à la guerre d'Algérie de 1957 à 1959. De retour en France, il est basé à Strasbourg jusqu'en 1960, date à laquelle il repart pour l'Algérie où il sert jusqu'en 1962 au sein du 3e régiment étranger d'infanterie. Prenant sa retraite en 1964 avec le grade de commandant, il se retire en Bourgogne. Naturalisé français le 2 novembre 2007, il meurt le 4 mai 2011 à Beaune et est inhumé à Ivry-en-Montagne.

## Décorations
|  |  |  |
|  |  |  |
|  |  |  |
|  |  |  |
|  |  |  |
|  |  |  |

| Grand Officier de la Légion d'honneur                | Grand Officier de la Légion d'honneur                | Compagnon de la Libération                                           | Compagnon de la Libération                                           | Croix de Guerre 1939-1945                                                          | Croix de Guerre 1939-1945                                                          |
| Croix de guerre des Théâtres d'opérations extérieurs | Croix de guerre des Théâtres d'opérations extérieurs | Croix de la Valeur militaire                                         | Croix de la Valeur militaire                                         | Médaille coloniale Avec agrafes "Érythrée", "Libye", "Tunisie" et "Extrême-Orient" | Médaille coloniale Avec agrafes "Érythrée", "Libye", "Tunisie" et "Extrême-Orient" |
| Croix du combattant                                  | Croix du combattant                                  | Croix du combattant volontaire de la Résistance                      | Croix du combattant volontaire de la Résistance                      | Croix du combattant volontaire 1939-1945                                           | Croix du combattant volontaire 1939-1945                                           |
| Médaille des blessés de guerre                       | Médaille des blessés de guerre                       | Médaille commémorative des services volontaires dans la France libre | Médaille commémorative des services volontaires dans la France libre | Médaille commémorative française de la guerre 1939-1945                            | Médaille commémorative française de la guerre 1939-1945                            |
| Médaille commémorative de la campagne d'Italie       | Médaille commémorative de la campagne d'Italie       | Médaille commémorative de la campagne d'Indochine                    | Médaille commémorative de la campagne d'Indochine                    | Médaille commémorative des opérations de sécurité et de maintien de l'ordre        | Médaille commémorative des opérations de sécurité et de maintien de l'ordre        |
| Officier de l'Ordre du Nichan el Anouar              | Officier de l'Ordre du Nichan el Anouar              | Médaille de la reconnaissance du roi de Norvège (en)                 | Médaille de la reconnaissance du roi de Norvège (en)                 | Chevalier de l'Ordre du Nichan Iftikhar                                            | Chevalier de l'Ordre du Nichan Iftikhar                                            |